# Michael Corleone
Michael „Mike” Corleone (ur. 15 października 1920, zm. 9 maja 1997) – postać fikcyjna z książek Maria Puzo Ojciec chrzestny oraz Sycylijczyk. Postać rozwinięta w późniejszych latach w filmowej trylogii pod tym samym tytułem, wyreżyserowanej przez Francisa Forda Coppolę. W filmie w rolę Michaela wcielił się Al Pacino.

## Opis
Michael Corleone to najmłodszy z synów dona Vita Corleone. Jego dwaj starsi bracia to Santino „Sonny” Corleone i Frederico Corleone. Ma także młodszą siostrę, Connie Corleone.
Od samego początku Mario Puzo przedstawiał go jako człowieka niesfornego, idącego własną drogą niezależnie od oczekiwań ojca. Jako młodzieniec Mike zdecydował się odciąć od mafijnych interesów rodziny Corleone – najpierw rozpoczynając studia, a potem walcząc pod sztandarem Stanów Zjednoczonych w II wojnie światowej. Z wojny powrócił jako bohater wojenny, otrzymując Navy Cross. W międzyczasie związał się również z Kay Adams, Amerykanką nie mającą żadnych więzi z włoskimi imigrantami w Nowym Jorku. Do 1945 roku Mike nie włączał się w gangsterskie interesy jego rodziny, niemniej wbrew własnym postanowieniom sytuację tę zmienił po zamachu na ojca. Osobiście dokonał egzekucji na dilerze heroiny Virgilu Sollozzu oraz skorumpowanym kapitanie nowojorskiej policji McCluskeyu. Po tym zabójstwie zmuszony został do ucieczki na Sycylię, gdzie w ukryciu spędził kilka lat. 
Na Sycylii pozostawał pod opieką dona Tomassina, przyjaciela dona Corleone. Podczas tego pobytu poślubił Sycylijkę Apollonię Vitelli, która zginęła później w zamachu bombowym skierowanym przeciwko Michaelowi. Do Nowego Jorku powrócił po dwóch latach, gdzie (po uprzedniej śmierci Sonny’ego Corleone) został prawowitym następcą dona Corleone. Po powrocie do Ameryki ożenił się ponownie, tym razem z Kay Adams, z którą miał dwoje dzieci:
- Anthony’ego Vita Corleone (ur. 1952),
- Mary Corleone (1954–1980).

Aktywnie włączył się też w interesy rodzinne. Po śmierci Vita Corleone w roku 1954, przejął jego schedę i został donem. W niedługim czasie doprowadził do ostatecznej rozprawy z wrogami rodziny, odpowiedzialnymi za zamach na jego ojca oraz za śmierć Sonny’ego. Na jego polecenie zamordowani zostali don Victor Stracci, Moe Greene, don Ottilio Cuneo, don Philip Tattaglia, don Emilio Barzini oraz szwagier Michaela – Carlo Rizzi, który wydał Sonny’ego, jak również Salvatore Tessio, caporegime, który zdradził rodzinę Corleone na rzecz rodziny Barzinich oraz Fabriziego, człowieka, który podłożył bombę w samochodzie, w którym zginęła jego żona Apollonia. Po tych zabójstwach Mike został niekwestionowanym przywódcą mafijnym w Stanach Zjednoczonych.

## Losy filmowe
Dalsze losy Michaela zostały rozwinięte w filmowych produkcjach Ojciec chrzestny II oraz Ojciec chrzestny III. W drugiej części sagi Mike stopniowo zmienia się w neurotycznego i bezlitosnego dona, który usilnie stara się utrzymać potęgę rodziny, ale w przeciwieństwie do swojego ojca nie potrafi zjednoczyć jej członków wokół własnej postaci. Jednocześnie próbuje docelowo zrezygnować z nielegalnych interesów. Rozwodzi się z Kay Adams, nie mogącej znieść prawdziwego oblicza męża, a jego stosunki z siostrą i consigliere Tomem Hagenem są nad wyraz chłodne. Ponadto Michael wydaje wyrok śmierci na własnego brata – Freda Corleone, który zdradził rodzinę. Z kolei w trzeciej części trylogii, umiejscowionej w późnych latach siedemdziesiątych, Michael jest już zmęczonym mafijnym trybem życia, prawie sześćdziesięcioletnim mężczyzną, przygotowującym się do zalegalizowania działań i interesów rodzinnych oraz ostatecznego zerwania z przestępczą przeszłością. Niemniej, wbrew jego woli, ponownie zostaje włączony w gangsterskie porachunki, w wyniku których ginie jego córka Mary Corleone. Innym znaczącym punktem w jego życiu jest spowiedź przed przyszłym papieżem, Janem Pawłem I, w której wyznaje swoje grzechy (również zamordowanie brata). Jednakże zabójstwo Mary jest dla niego zbyt ciężkim ciosem. Interes rodzinny przejmuje Vincent Mancini-Corleone (nieślubny syn Sonny’ego i jego kochanki, Lucy Mancini), prawa ręka Michaela. Mike tymczasem wraca na Sycylię, gdzie umiera w samotności, w tym samym miejscu, gdzie przed laty poślubił swą pierwszą żonę - Apollonię.